# Zygomyia notata
Zygomyia notata är en tvåvingeart som först beskrevs av Hermann Friedrich Stannius 1831.  Zygomyia notata ingår i släktet Zygomyia och familjen svampmyggor. Arten är reproducerande i Sverige. Inga underarter finns listade i Catalogue of Life.